# La Faourette
La Faourette , (oc) La Faureta (languedocien) / La Haureta (gascon) , est un quartier de Toulouse situé sur la rive gauche de la Garonne, adjacent au quartier de Bagatelle et à celui de Lafourguette, entre autres. Il fait partie du secteur 2 de Toulouse.
La Faourette est intégrée au sein du quartier prioritaire « Grand Mirail ».

## Toponymie
La Faourette doit son nom à la petite métairie de La Faurette, connue dès 1330 (occitan : La Faureta, qui signifie la « petite forgeronne » ou plutôt la femme du forgeron (féminisation classique en occitan).
faure en languedocien / haur(e) en gascon . fabre(m) en latin
La rive gauche de Garonne est de dialecte gascon. F = H aspiré. La francisation du toponyme a retenu la forme languedocienne en usage par les autorités de Toulouse, historiquement de rive droite de Garonne.

de Toulouse,  en rive droite.

## Histoire
La métairie fut léguée par Bernard Athon à l'hôpital Saint-Jacques, ce qui lui permit de se développer. En 1955, le centre hospitalier vend le domaine. Le maraîchage est remplacé par des maisons, immeubles et commerces.
La Faourette est l'un des quartiers les plus gravement abîmés par l'explosion de l'usine AZF en 2001, c'est pourquoi il a fait partie du GPV (grand projet de ville), de 2001 à 2006.

## Démographie
Ce quartier de 4 261 habitants a pour cœur un vaste parc, « la plaine verte ». Presque la moitié des logements sont publics (tours et barres de l'OPAC). Il y existe une grande mixité sociale.
Un tiers des habitants sont des jeunes de moins de 20 ans.

## Économie
Le taux de chômage est élevé (environ 35 %).

## Lieux et monuments
L'église Saint-Esprit, qui relie les quartiers de La Faourette et de Bagatelle, est un édifice religieux contemporain.

## Voies de communications et transports

### Transports en commun
- Bagatelle
  - 13
- Mermoz
  - 13
- Gallieni-Cancéropôle (à proximité directe)
  - TER Occitanie
  - L4

### Axes routiers
- Autoroute A620 (rocade ouest) : accès no 26 (La Faourette)